# 海宝塔寺
海宝塔寺（かいほうとうじ）は、中華人民共和国寧夏回族自治区銀川市興慶区にある仏教寺院。

## 歴史
海宝塔寺は、五胡十六国時代の夏の赫連勃勃（407年-425年在位）に創建された。またの名は赫宝塔と黒宝塔という。明代の『弘治寧夏新志』に「黒宝塔、在城北三里、不知創建所由」、『万暦朔方新志』に「黒宝塔、赫連勃勃重修」と記されている。清代の『乾隆寧夏府志』に「海宝塔……蓋漢、晋間物矣」と記録されている。
清の康熙五十一年（1712年）と乾隆四十三年（1778年）の二度地震に遭って、そのたびに再建した。
清末民国初期には 「海宝禅院」と呼ばれていた。
1961年3月、中華人民共和国国務院は海宝塔寺を全国重点文物保護単位に認定した。
1960年代、鄧小平がここを参詣した。
1983年、中華人民共和国国務院は漢族地区仏教全国重点寺院に認定した。

## 伽藍
- 大雄宝殿
- 玉仏殿
- 海宝塔（中国語版）（現在の宝塔は清の乾隆年間に発生した地震の後、再び修繕されたものである。9階、11層、高さ53.9メートル。）